# Église Saint-Nicaise de Reims
Pour les articles homonymes, voir Église Saint-Nicaise.
Ne doit pas être confondu avec Ancienne église Saint-Nicaise de Reims.
À Reims, l'église Saint-Nicaise est une église paroissiale édifiée dans une cité-jardin en style romano-byzantin dans les années 1920. Elle est due à l'architecte Jean-Marcel Auburtin, et décorée par les artistes notables de l'époque : Maurice Denis, Roger de Villiers, Gustave Jaulmes, Emma Thiollier, Jean Berque, René Lalique, Jacques Simon, Ernest Laurent. Elle est classée « monument historique ».

## Localisation

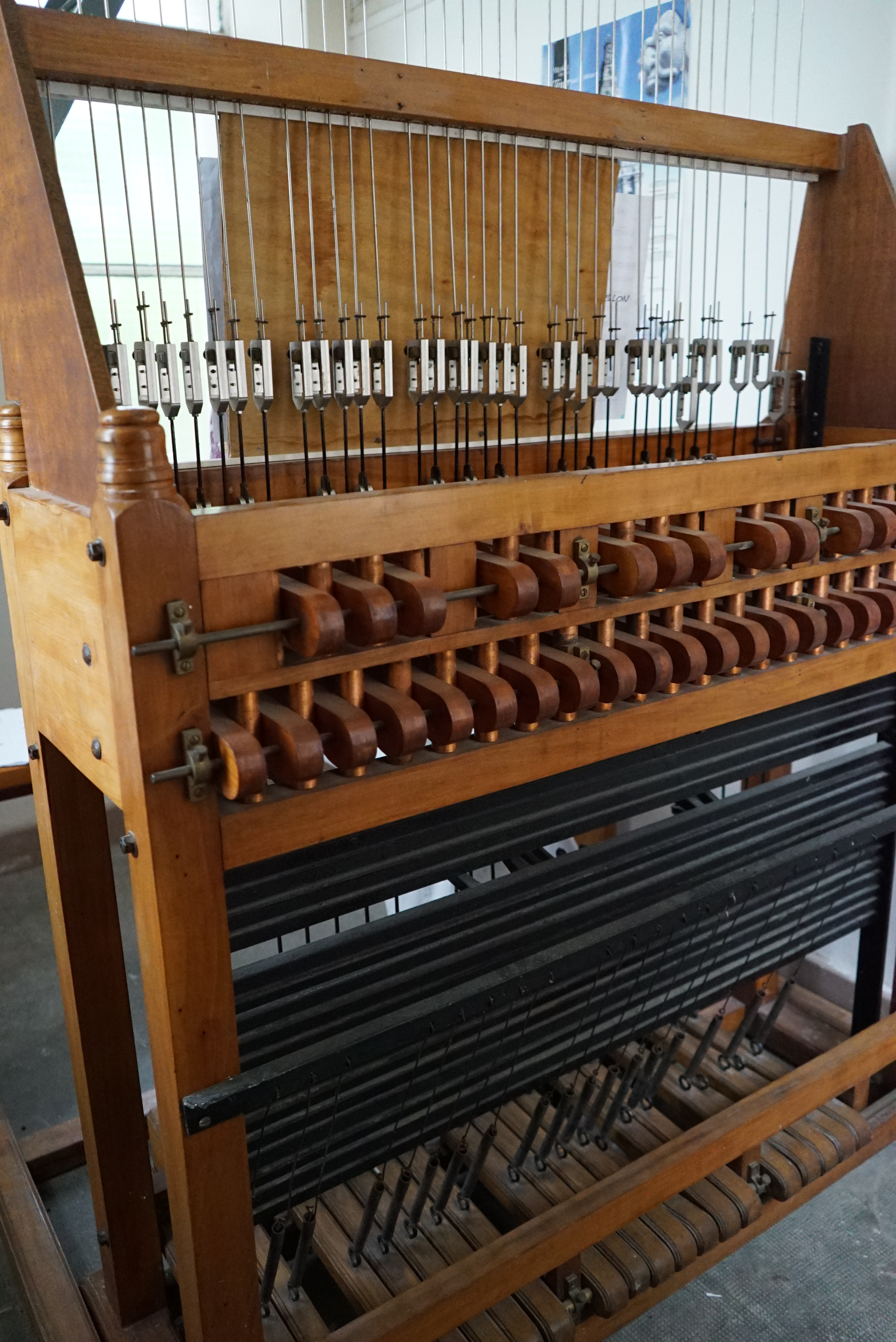
Son carillon.

L'église est située avenue de la Marne dans le département français de la Marne, sur la commune de Reims dans la Cité-Jardin du Chemin-Vert.

## Historique
Il existait une autre église qui portait le même nom et qui se trouvait proche de l'abbaye Saint-Rémi. Elle fut vendue et démolie pendant la Révolution française.

### Une église dans une cité jardin
(avril 2016).
Georges Charbonneaux, fondateur en 1912 de la société d'Habitations à Bon marché (H.B.M.) Le Foyer Rémois, a souhaité tout au long de sa vie contribuer à l'épanouissement de la famille, en particulier la famille nombreuse, à une époque où la France connaissait un fort déficit de naissances par rapport à ses voisins européens. Après de premières réalisations en 1913 et 1914, il souhaite édifier une cité-jardin sur le modèle anglais théorisé par Ebenezer Howard. Au sortir de la guerre, il engage dès 1919, la construction d'une cité-jardin de 617 maisons, dotée d'équipements sociaux et culturels exceptionnels pour l'époque (maison commune, maison de l'enfance, centres commerciaux, groupe scolaire). Ces maisons sont destinées à accueillir les familles rémoises nombreuses (ouvriers et employés) ayant au minimum quatre enfants. Patron empreint des valeurs du catholicisme social, Georges Charbonneaux souhaite bien sûr édifier une église au sein de ce véritable village.
Jean-Marcel Auburtin, architecte de l'ensemble de la Cité-Jardin, conçoit également l'église Saint-Nicaise, dans un style romano-byzantin tout à fait remarquable avec un plan en forme de croix grecque. Georges Charbonneaux fait intervenir les artistes les plus réputés de l'époque, en particulier ceux impliqués dans le renouveau de l'Art Sacré qui marque cette époque. Ainsi Maurice Denis, cofondateur des Ateliers d'art sacré, y réalise les peintures marouflées des chapelles latérales ayant pour thème l'Annonciation et la Sainte Famille (1926). Gustave Jaulmes, assisté d'Henri Menu, exécute le grand Christ de l'abside au-dessus du maître-autel, ainsi que l'ensemble des peintures murales. Roger de Villiers, sculpteur, réalise une touchante Nativité, ainsi que la statue de saint Nicaise qui orne l'autel et une de Jeanne d'Arc. On doit à Emma Thiollier le tympan (en faux-sgraffite) au-dessus de la porte d'entrée ainsi que la statue de sainte Thérèse. Le chemin de croix, très novateur pour l'époque, est l'œuvre de l'artiste rémois Jean Berque qui réalise là un ensemble tout en douceur et plein de compassion, dans le style propre à la période des Arts décoratifs. L'église, édifiée à partir de février 1923, est inaugurée le 8 juin 1924. Après le décès de Georges Charbonneaux en 1933, son épouse commande la décoration du baptistère à Maurice Denis. Le tympan à l'entrée du baptistère est l'œuvre d'Ernest Laurent (1927).
L'édifice est un exemple de l'architecture religieuse des années 1920, avec une recherche de volumes simples, de matériaux modernes (béton armé, verre moulé), et le respect des formes traditionnelles. L'édifice est classé au titre des monuments historiques en 2002. Il possède un carillon de trente-cinq cloches.

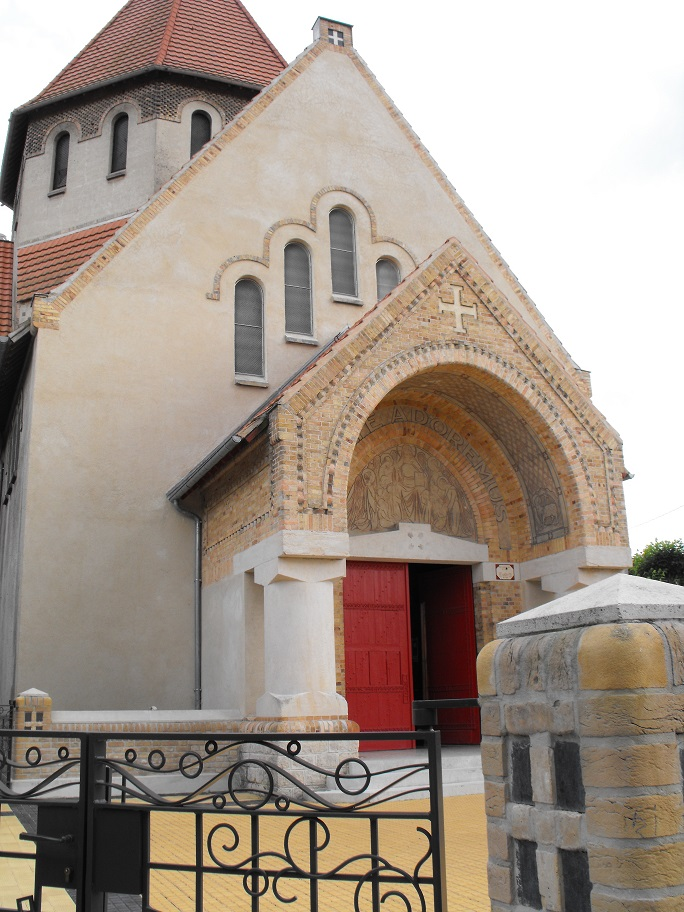
Façade de l'église.
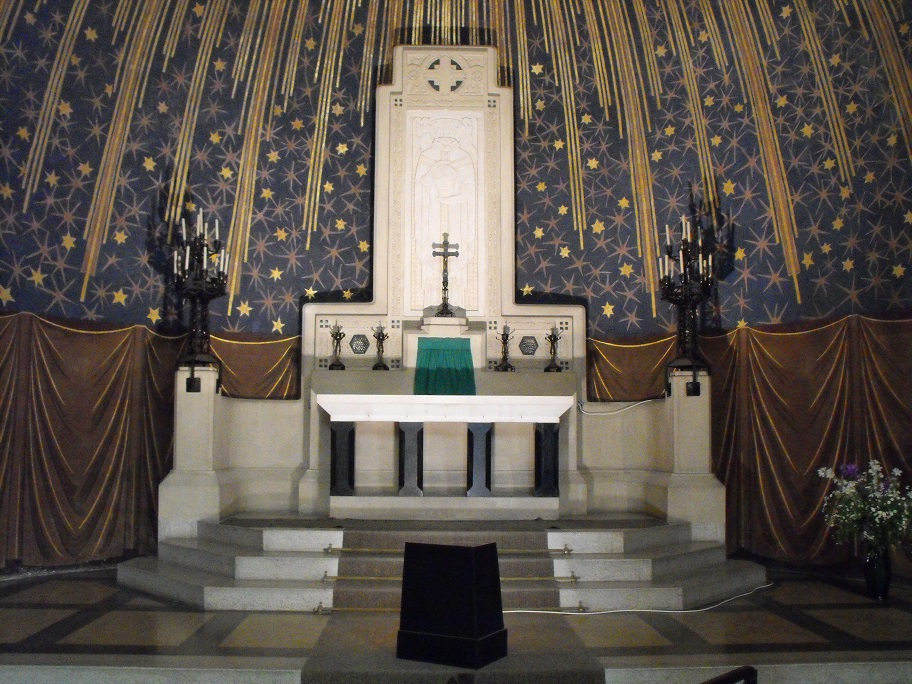
Maître-autel par Jean-Marcel Auburtin.
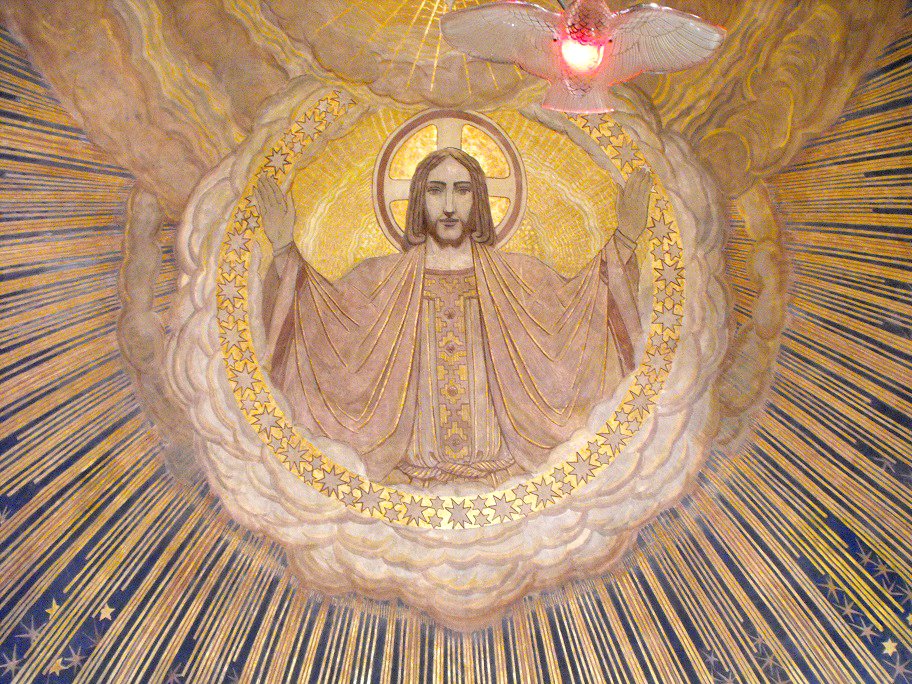
Abside : Christ par Gustave Jaulmes.
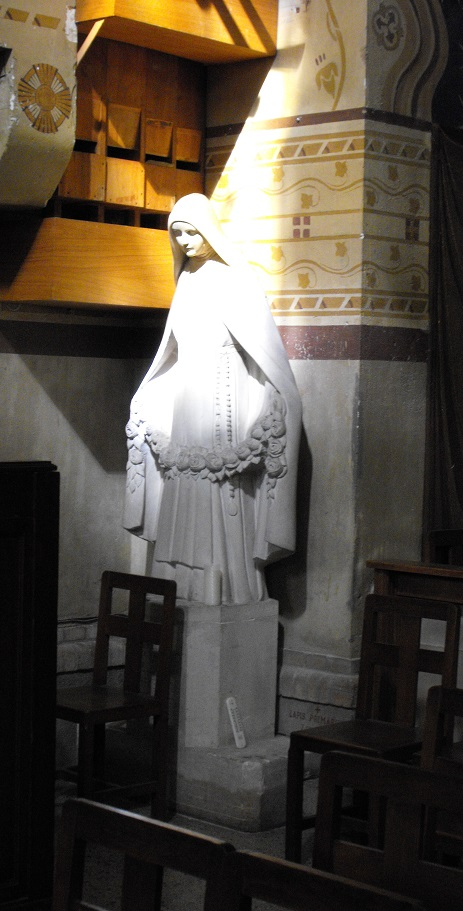
Sculpture d'Emma Thiollier.
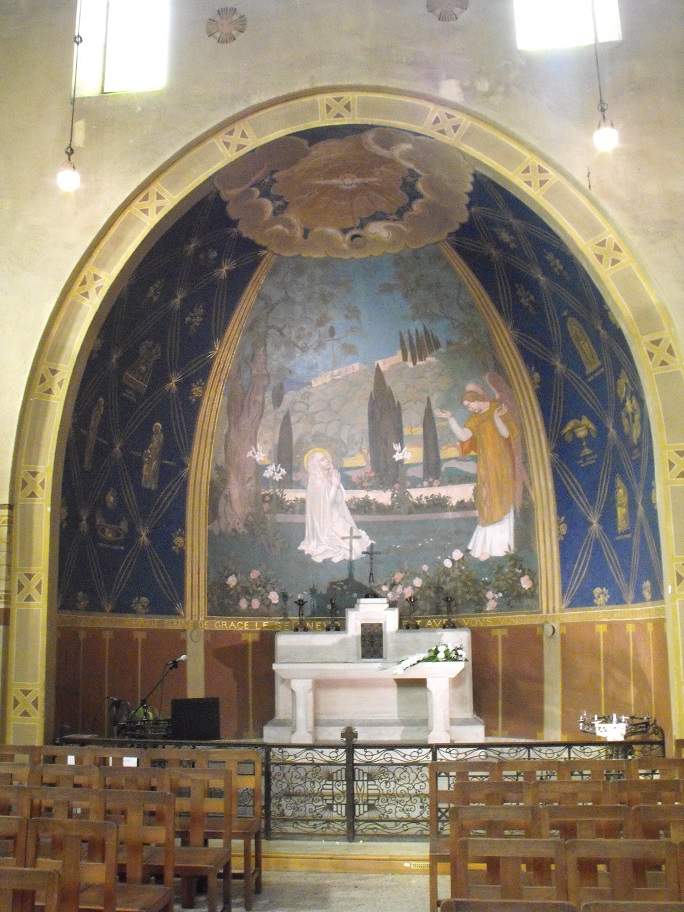
Chapelle nord : l'Annonciation par Maurice Denis.
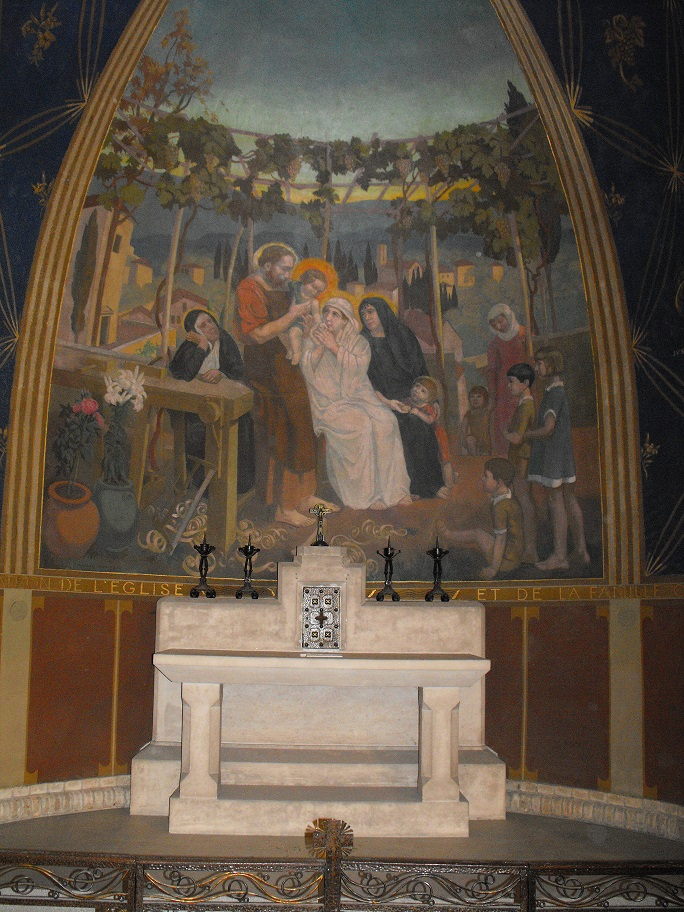
Chapelle sud : la Sainte Famille par Maurice Denis.
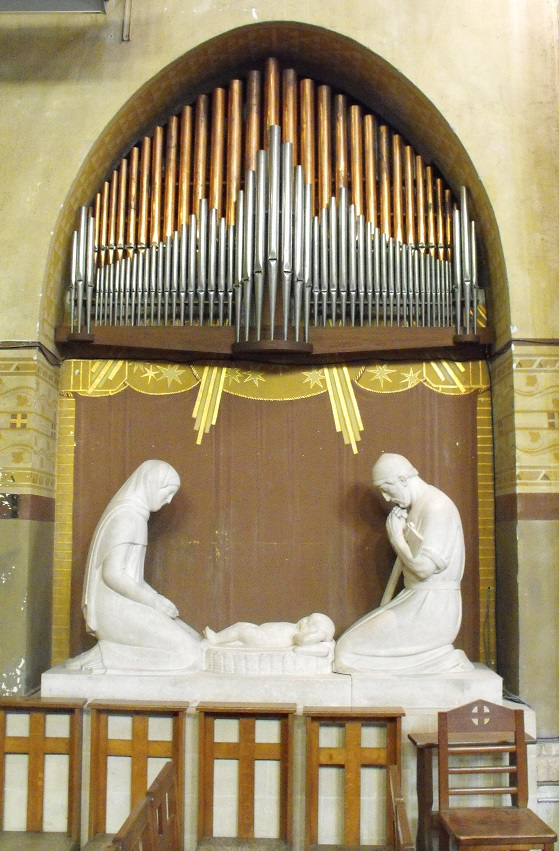
La Sainte Famille par Roger de Villiers.
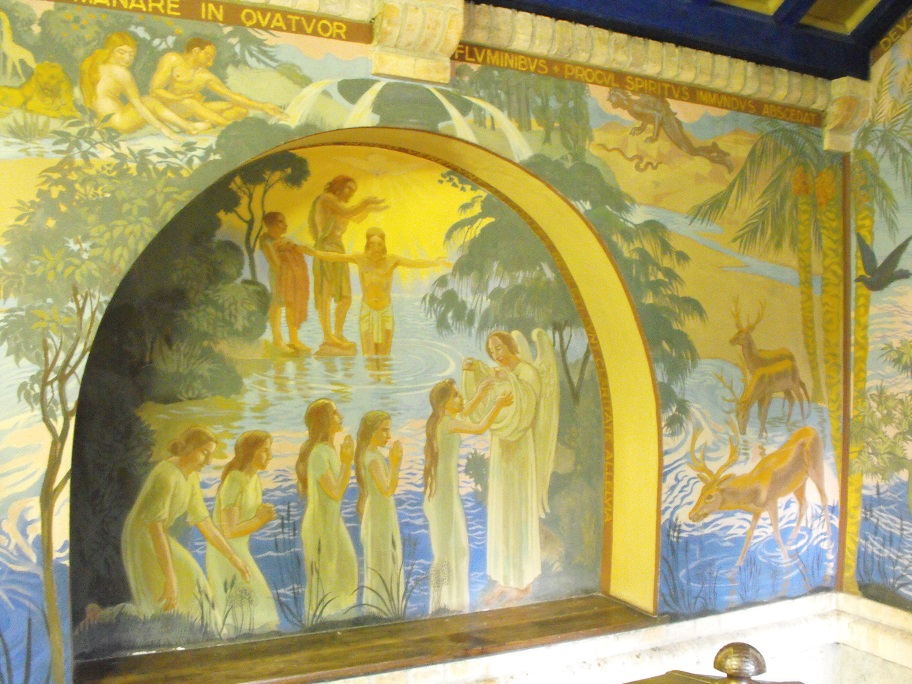
Le baptistère par Maurice Denis.

## Les vitraux
Les verrières représentant des anges sont l'œuvre de René Lalique, plus connu pour ses bijoux "Art Nouveau". Il réalise là des sujets de grande dimension en verre moulé d'une exceptionnelle beauté. Ils ont été posés en 1926 et ont fait l'objet d'une restauration en 2022. 
Les vitraux de la tour-lanterne sont de Jacques Simon.

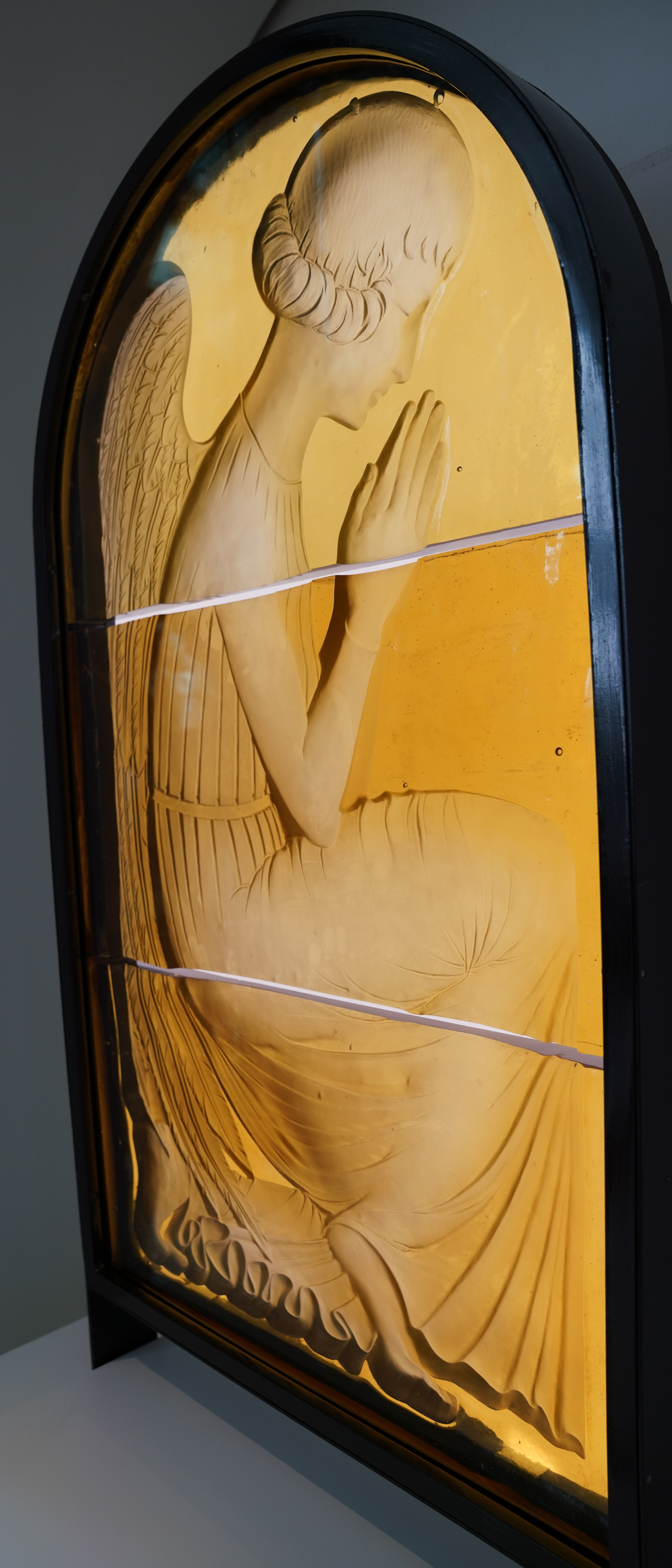
Ange en vitrail par René Lalique.
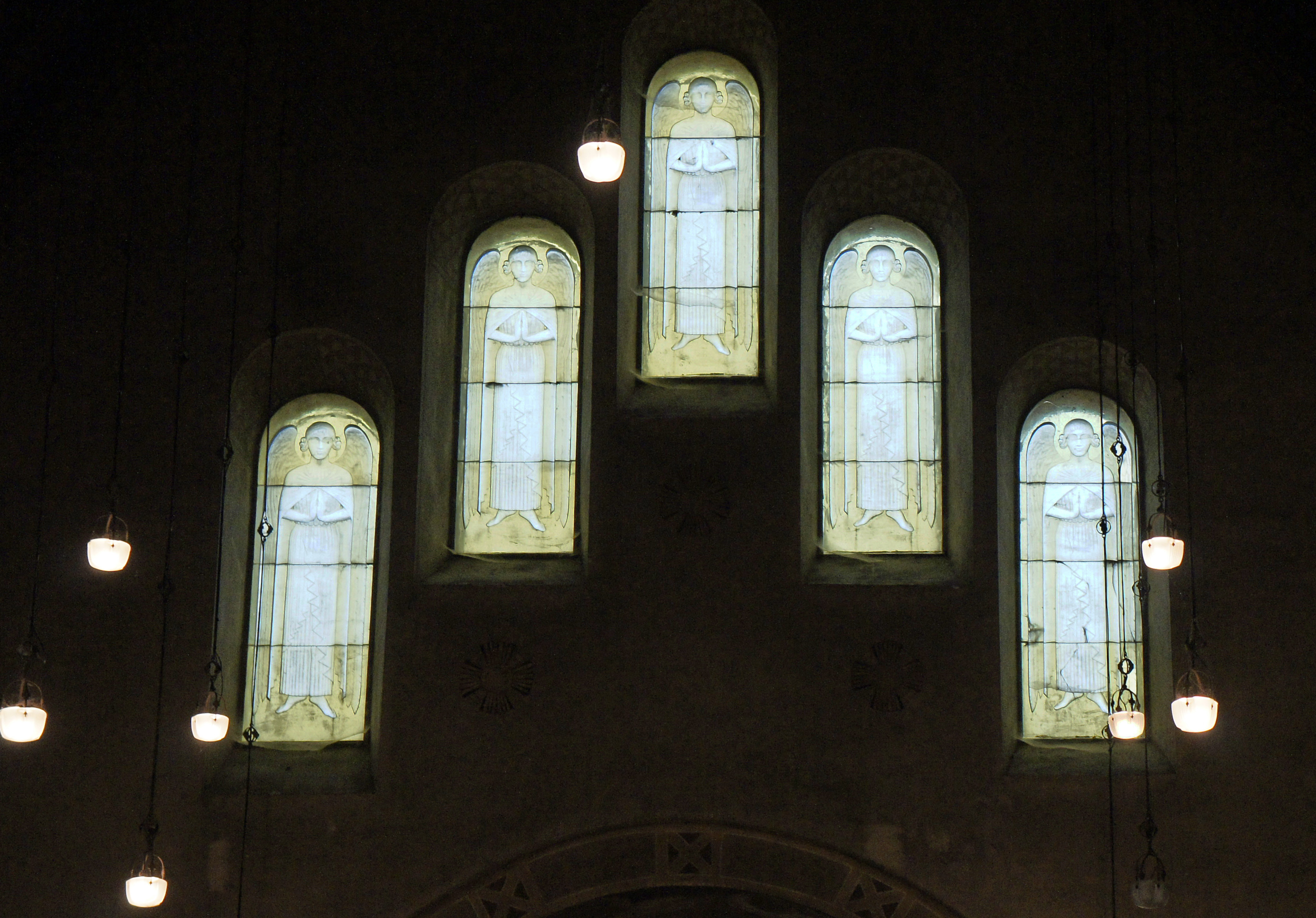
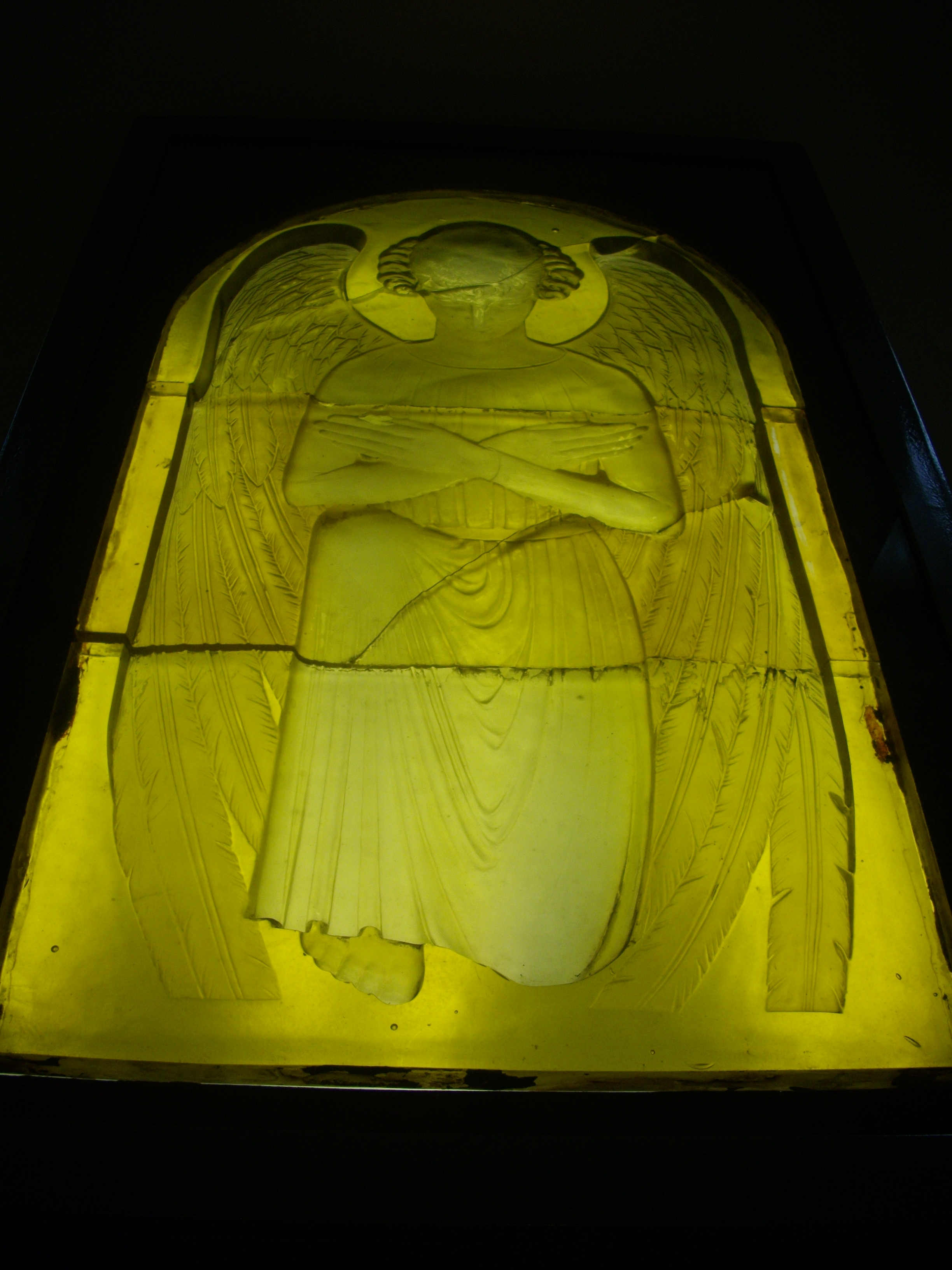

## Les Grandes Orgues
L'église Saint Nicaise de Reims possède un instrument qui a connu une histoire riche en évolution.

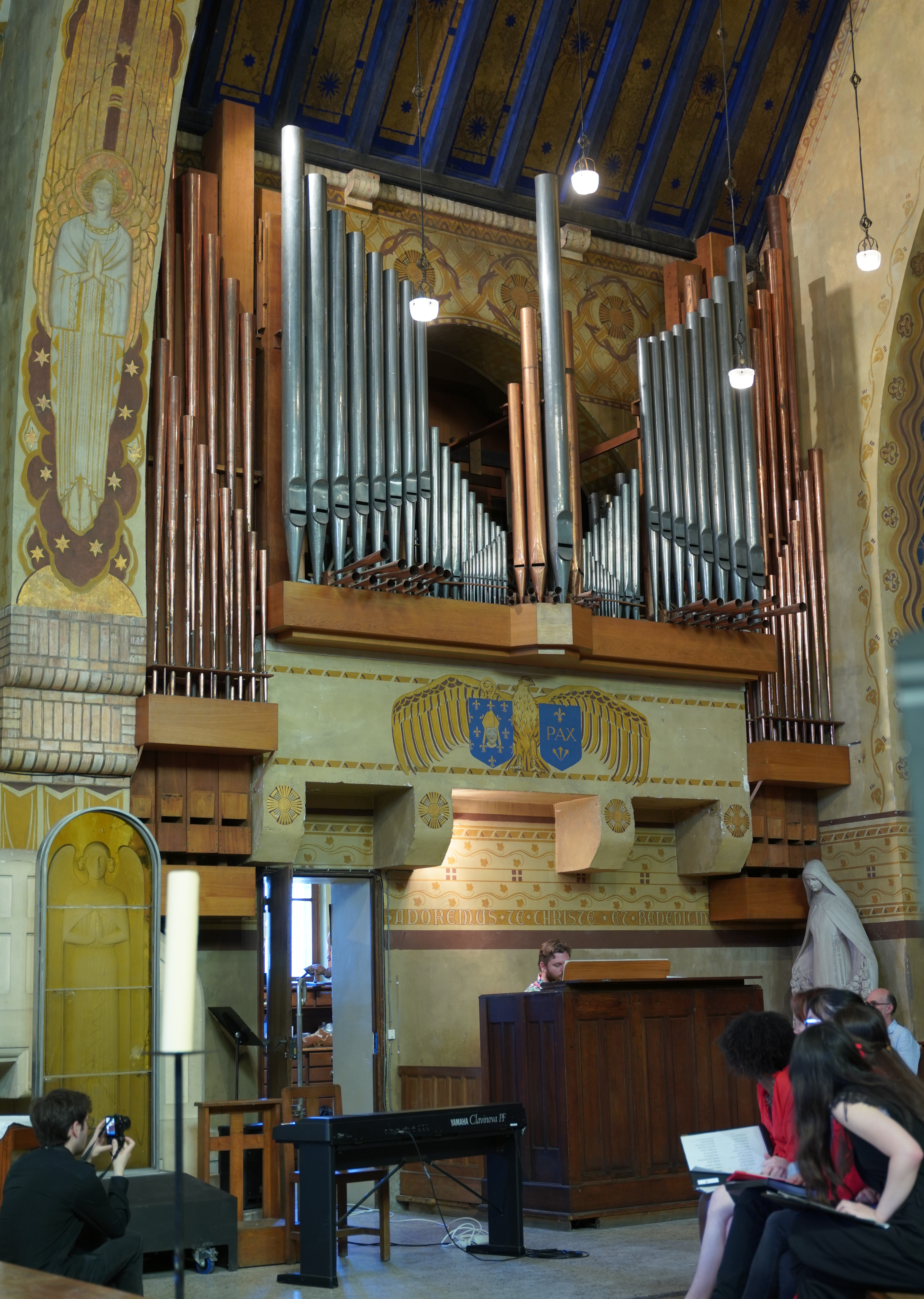
L'orgue de face et son clavier.

- À l'origine, l'orgue, qui était placé en tribune, est de style néo-classique, construit par le facteur alsacien Rinkenbach en 1929. Il possède alors 16 jeux, répartis sur 2 claviers et pédalier avec une traction electro-pneumatique.

| I - Grand-Orgue | II - Récit Expressif | Pédale      |
| --------------- | -------------------- | ----------- |
| Bourdon 16'     | Cor de Nuit 8'       | Bourdon 16' |
| Montre 8'       | Viole de Gambe 8'    | Bourdon 8'  |
| Salicional 8'   | Voix Céleste 8'      | Basson 16'  |
| Bourdon 8'      | Flûte Octaviante 4'  |             |
| Prestant 4'     | Nazard 2 2/3'        |             |
|                 | Octavin 2'           |             |
|                 | Tierce 1 3/5'        |             |
|                 | Trompette 8'         |             |

Malheureusement, à peine construit, de nombreuses pannes sont à déplorer sur cet orgue. Mr. Gout, de la manufacture Victor Gonzalez, ré-harmonise le cornet au début des années 1930. Il change alors le Salicional 8' du Grand-Orgue en Bourdon 4'.
- En 1937, des travaux sont réalisés sur l'instrument. La console est déplacée sur la tribune, pour être en angle droit vis-à-vis du buffet. On y ajoute également un Cromorne 8' qui date du XVIIIe siècle.

- 1939, une nouvelle inondation se déclare sur la tribune mansardée. L'orgue est touché, on procède alors à des travaux de réparation, et à de nouveaux agrandissements. On ajoute au Grand-Orgue une Doublette 2', une Bombarde 16' ainsi qu'un Clairon 4'. La console de l'instrument est détachée pour être placée dans le chœur. On creuse une ouverture depuis la tribune pour percer dans le transept gauche. Cet espace ainsi crée va permettre de construire un nouveau plan sonore ; le Positif. Le chanoine Lefard voyait d'un mauvais œil ces travaux, il a déclaré à l'organiste titulaire de l'époque : "Vous finirez par démolir l'église pour y mettre votre orgue"[5]. L'instrument est alors inauguré une seconde fois par Emile Bourdon, titulaire des grandes orgues de la Cathédrale Notre-Dame-immaculée à Monaco.

- L'orgue reste tel quel jusqu'en 1954, date à laquelle il sera de nouveau agrandi, passant de 22 à 28 jeux. Les pressions sont abaissées, passant de 90 à 70 mm et une troisième inauguration est réalisée, avec Gaston Litaize aux claviers. Cela dit, le titulaire de cet instrument : Pierre Eschenbrenner (de 1950 jusqu'à sa mort en 1977) désire plus. Il aimerait une console à traction électrique, et 47 jeux réels. Des travaux sont opérés sur le Rickenbach : On ajoute une nouvelle Montre 8' plus grosse. L'ancienne montre devient une Flûte 8'. La Viole de Gambe 8' du Récit est transformée en Principal 8'. Quatre nouveaux jeux sont installés sur l'orgue : Un Principal 4' et une Cymbale II au Récit, ainsi que d'une Mixture III et une Flûte 2' au pédalier. Une fois les travaux achevés, Eschenbrenner voit plus grand et songe à la mise en place d'un quatrième clavier ainsi que d'une Flûte 16' au pédalier.
- En 1961, la composition interne des orgues de Saint-Nicaise est modifiée, on adjoint plusieurs jeux sur les différents plans sonores : Une Montre 16' en bois ainsi qu'une Bombarde 16' en chamade, et deux nouveaux claviers. L'orgue possède alors 5 claviers et pédalier (le seul de la Cité des Sacres, car l'orgue du Pasteur Pierre Valloton du Temple Protestant, qui possède lui aussi 5 claviers, ne sera construit qu'en 1977)

| I - Grand-Orgue | II - Positif   | III - Récit Expressif | Pédale         |
| --------------- | -------------- | --------------------- | -------------- |
| Bourdon 16'     | Salicional 8'  | Bourdon 16'           | Soubasse 32'   |
| Montre 8'       | Bourdon 8'     | Grosse Flûte 8'       | Soubasse 16'   |
| Flûte 8'        | Principal 4'   | Flûte à Cheminée 8'   | Bourdon 16'    |
| Bourdon 8'      | Flûte 4'       | Principal 8'          | Flûte 8'       |
| Prestant 4'     | Nazard 2 2/3'  | Voix Céleste 8'       | Bourdon 8'     |
| Flûte 4'        | Doublette 2'   | Principal 4'          | Flûte 4'       |
| Doublette 2'    | Tierce 1 3/5'  | Flûte 4'              | Flûte 2'       |
| Plein Jeu IV    | Larigot 1 1/3' | Nazard 2 2/3'         | Fourniture III |
| Trompette 8'    | Piccolo 1'     | Octavin 2'            | Bombarde 16'   |
| Clairon 4'      | Cymbale II     | Tierce 1 3/5'         | Trompette 8'   |
|                 | Cromorne 8'    | Cymbale II            | Clairon 4'     |
|                 |                | Basson 16'            |                |
|                 |                | Trompette 8'          |                |

- Plusieurs agrandissements sont réalisés dans les années 1970, toujours par le facteur Erwin Muller, qui "restaurait" également les grandes orgues Cavaillé-Coll de l'église Saint-Maurice de Reims (entre 1966 et 1973).

| I - Grand Orgue | II - Positif   | III - Récit Expressif | IV - Echo       | V - Echo | Pédale           |
| --------------- | -------------- | --------------------- | --------------- | -------- | ---------------- |
| Montre 16'      | Bourdon 16'    | Bourdon 16'           | Voix Humaine 8' | Cornet V | Soubasse 32'     |
| Bourdon 16'     | Principal 8'   | Gambe 8'              |                 |          | Contrebasse 16'  |
| Montre I 8'     | Bourdon 8'     | Flûte à Cheminée 8'   |                 |          | Bourdon 16'      |
| Montre II 8'    | Quintaton 8'   | Voix Céleste 8'       |                 |          | Montre 8'        |
| Bourdon I 8'    | Violoncelle 8' | Prestant 4'           |                 |          | Bourdon 8'       |
| Bourdon II 8'   | Prestant 4'    | Flûte 4'              |                 |          | Octave 4'        |
| Flûte 8'        | Flûte 4'       | Nazard 2 2/3'         |                 |          | Flûte 4'         |
| Montre 4'       | Nazard 2 2/3'  | Octavin 2'            |                 |          | Flûte Douce 4'   |
| Prestant 4'     | Octavin 2'     | Doublette 2'          |                 |          | Grosse Mixture V |
| Flûte 4'        | Tierce 1 3/5'  | Tierce 1 3/5'         |                 |          | Mixture V        |
| Doublette 2'    | Larigot 1 1/3' | Mixture V             |                 |          | Bombarde 16'     |
| Plein Jeu IV    | Piccolo 1'     | Basson 16'            |                 |          | Trompette 8'     |
| Bombarde 16'    | Fourniture III | Trompette 8'          |                 |          | Clairon 4'       |
| Trompette 8'    | Cromorne 8'    | Clairon 4'            |                 |          | Chamade 4'       |
| Chamade 8'      |                |                       |                 |          |                  |
| Clairon 4'      |                |                       |                 |          |                  |

- En 1987 s'opèrent les derniers gros travaux sur l'orgue de Saint-Nicaise. Au vu de la taille modeste de l'église, il est décidé d'enlever plusieurs jeux et les deux derniers claviers, entre autres. Une restauration totale est réalisée, la transmission passe de l'électro-pneumatique à l’électrique. Le grand orgue de l'église Saint Nicaise est donc un instrument de 3 claviers, avec 52 registres dont 38 jeux réels. C'est le troisième plus grand instrument de la ville de Reims au point de vue des registres (avec emprunts) mais du quatrième au niveau du nombre de jeux, juste après celui de la Cathédrale : 87 jeux, le Temple Protestant : 54 jeux, la Basilique Saint-Remi : 45 jeux.

Voici la composition actuelle de l'instrument :

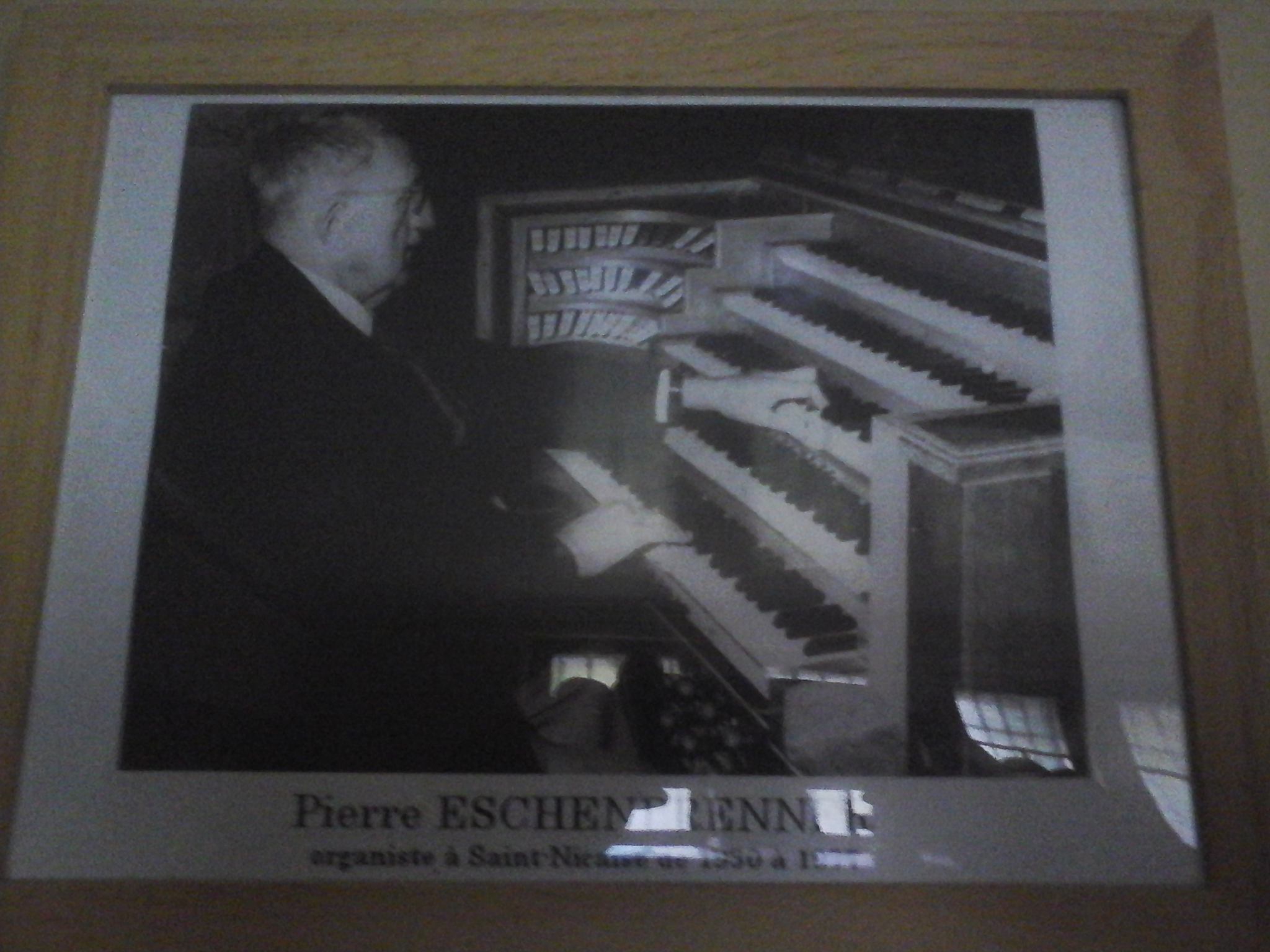
La Console de l'Orgue de l'église Saint Nicaise, lorsqu'il avait ses 5 claviers, avec le titulaire de l'époque : Pierre Eschenbrenner.

| Grand-Orgue             | Positif       | Récit Expressif     | pédale          |
| ----------------------- | ------------- | ------------------- | --------------- |
| Montre 16'              | Quintaton 8'  | Bourdon 16'         | Soubasse 32'    |
| Bourdon 16'             | Prestant 4'   | Principal 8'        | Contrebasse 16' |
| Montre 8'               | Octave 4'     | Flûte 8'            | Bourdon 16'     |
| Principal 8'            | Nasard 2 2/3' | Flûte à Cheminée 8' | Montre 8'       |
| Bourdon 8'              | Octavin 2'    | Gambe 8'            | Bourdon 8'      |
| Prestant 4'             | Tierce 1 3/5' | Voix Céleste 8'     | Octave 4'       |
| Flûte 4'                | Larigot 1 1/3 | Principal 4'        | Flûte 4'        |
| Doublette 2'            | Plein Jeu III | Nasard 2 2/3        | Octavin 2'      |
| Cornet V                | Cymbale II    | Octavin 2'          | Bombarde 16'    |
| Plein Jeu IV            | Cromorne 8'   | Cornet V            | Trompette 8'    |
| Cymbale III             |               | Plein Jeu IV        | Clairon 4'      |
| Bombarde 16'            |               | Basson 16'          |                 |
| Trompette 8'            |               | Trompette 8'        |                 |
| Trompette en Chamade 8' |               | Hautbois 8'         |                 |
| Voix Humaine 8'         |               | Clairon 4'          |                 |
| Clairon 4'              |               |                     |                 |